# ボディムーア・ヒース・トレーニング・グラウンド

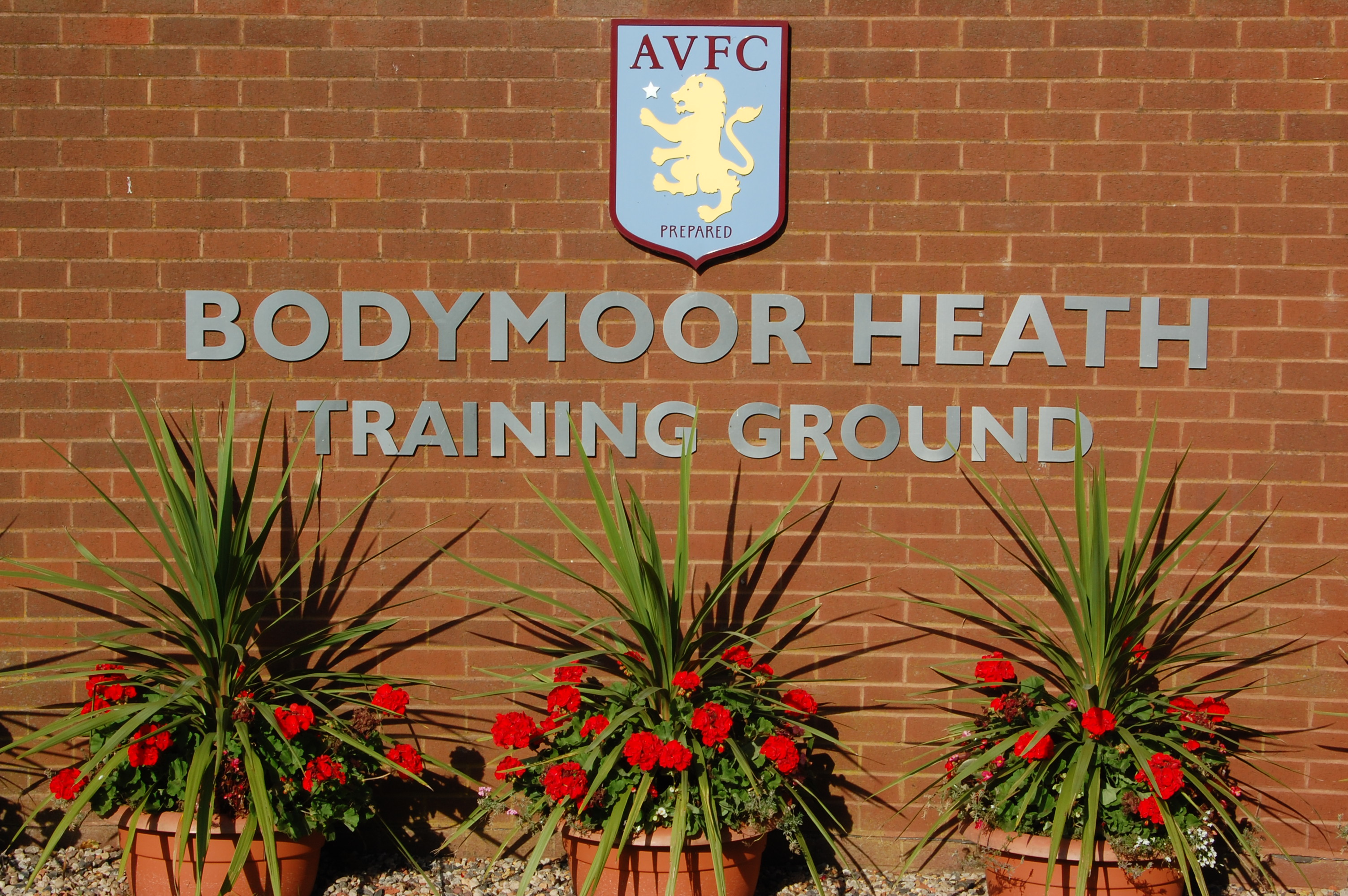
エントランス

ボディムーア・ヒース・トレーニング・グラウンド (Bodymoor Heath Training Ground) は、ウォリックシャーノース・ウォリックシャーボディムーア・ヒースにあるアストン・ヴィラFCのトレーニング施設。
この場所は、1970年代初頭、当時会長だったサー・ハーバート・ダグラス・エリスにより農家から購入し現在に至る。
| スタブアイコン | サブスタブ | この項目は、まだ閲覧者の調べものの参照としては役立たない、スポーツに関連した書きかけの項目です。この項目を加筆・訂正などしてくださる協力者を求めています（P:スポーツ/PJ:スポーツ）。 |

座標: 北緯52度34分17.76秒 西経1度43分5.88秒 / 北緯52.5716000度 西経1.7183000度